# Thaj
Koordinaten: 26° 52′ 9″ N, 48° 46′ 28″ O
Thaj (auch Tag) ist eine archäologische Ausgrabungsstätte im heutigen Saudi-Arabien. Es handelt sich vielleicht um das antike Gerrha. Diese Gleichsetzung ist nicht gesichert.
Bei den Ruinen handelt sich um die Reste einer großen Stadt, die einst ca. einen Quadratkilometer einnahm. Das Stadtgebiet war von einer 2535 m langen Mauer umgeben, die 4,5 m dick war. Grabungen im Stadtgebiet haben gezeigt, dass sie vom dritten vorchristlichen, bis ins dritte nachchristliche Jahrhundert besiedelt war. Außerhalb des eigentlichen Stadtgebietes gab es Friedhöfe. Hier fanden sich Inschriften mit hasaitischen Aufschriften.

## Literatur

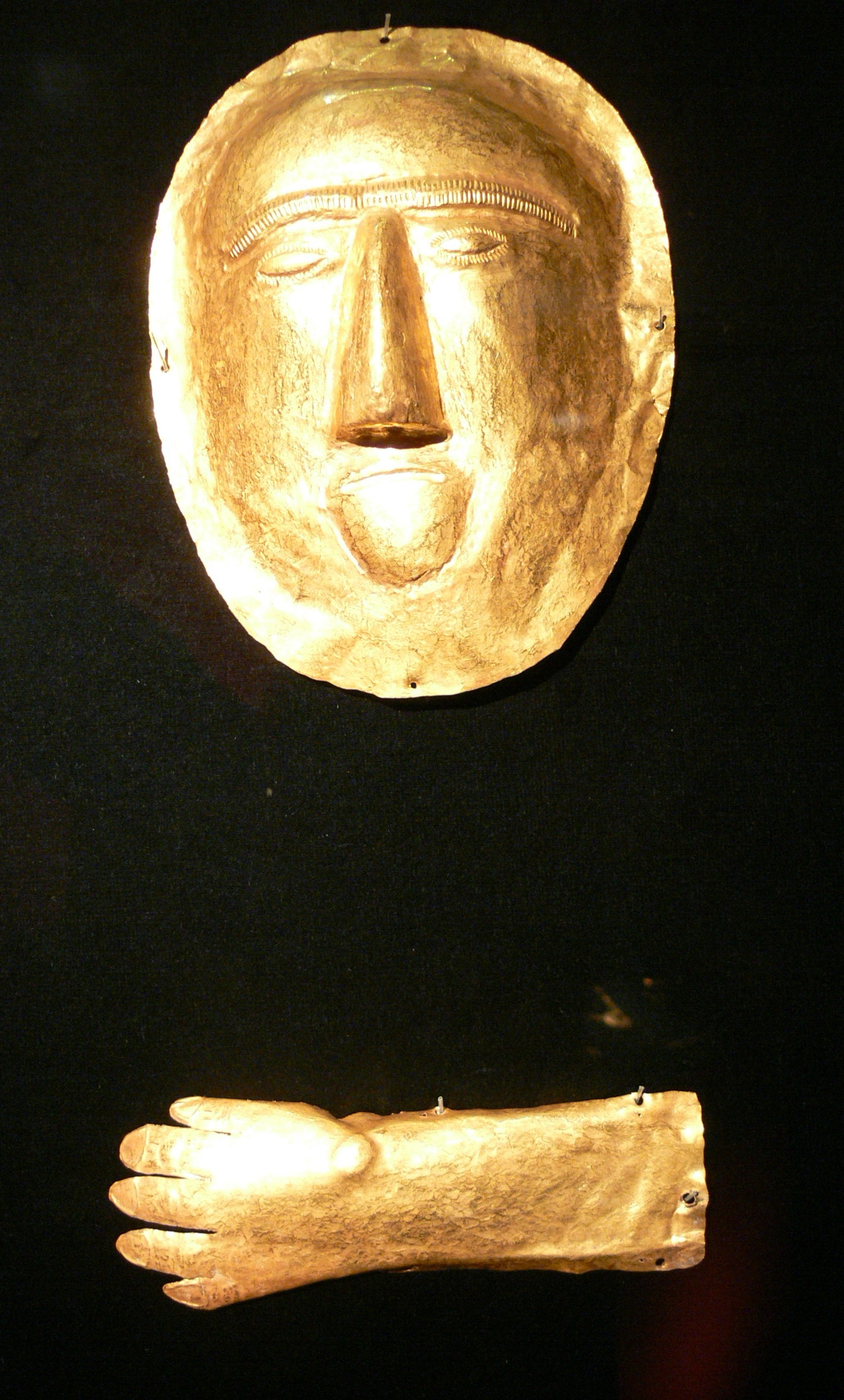
Goldene Totenmaske aus Thaj